# Reino do Taiti
```
   |-
       |
Erro:
:  
valor não especificado para "
nome_comum
"
```

Reino do Taiti foi uma monarquia fundada pelo chefe Pōmare I, que, com ajuda de missionários e comerciantes britânicos e armamento europeu, unificou a ilhas do Taiti, Mo'orea, Tetiaroa e Mehetia, chegando em seu auge a incluir Tuamotus, Tubuai, Raivavae e outros pequenos ilhotes da Polinésia oriental. Os monarcas eram cristãos de batismo a partir de Pomare II. Sua ascensão progressiva e reconhecimento pelos britânicos, permitiu que o Taiti ficasse livre de uma colonização espanhola. O reino foi regido pelo Código Pomare a partir de 1819. 
O reino era um dos vários estados polinésios independentes da Oceania, ao lado de Raiatea, Huahine, Bora Bora, Havaí, Samoa, Tonga, Rarotonga e Niue no século XIX. O reino é conhecido por trazer um período de paz e prosperidade económica e cultural ás ilhas na sucessão de seus cinco monarcas. O Taiti e suas dependências foram transformados em um protetorado francês em 1842 e em grande parte anexados á Polinésia Francesa em 1880. No mesmo ano a monarquia taitiana foi abolida, ainda sim existindo pretendentes ao trono hoje em dia. 